# Provincia di Coyhaique
La provincia di Coyhaique (o Coihaique) è una provincia della regione di Aysén nel Cile centrale. Il capoluogo è la città di Coyhaique.
Al censimento del 2002 possedeva una popolazione di 51.503 abitanti.

## Geografia antropica

### Suddivisioni amministrative
La provincia è divisa in 2 comuni:
- Lago Verde
- Coyhaique (capoluogo)